# ネバー転位
ネバー転位(Neber rearrangement)は、転位反応によって、オキシムがα-アミノケトンに変換される反応である。
オキシムは、まず塩化パラトルエンスルホニルとの反応によって、トシルケトキシムに変換される。塩基の付加によって塩化パラトルエンスルホニルとなり、求核置換反応によってトシル基が除去されてアジリンとなり、アミノケトンに加水分解される。
ベックマン転位は、副反応である。